# Laurent Armand
Pour les articles homonymes, voir Armand.
Pas d'image ? Cliquez ici

a Compétitions nationales et continentales officielles uniquement.

Dernière mise à jour le 10 janvier 2012.
Laurent Armand, né le 23 juillet 1970, est un joueur de rugby à XV évoluant au poste de talonneur qui a joué la majeure partie de sa carrière en club avec les trois clubs bordelais : le Stade bordelais, le CA Bègles-Bordeaux et l'Union Bordeaux Bègles. À sa retraite en 2007, il se reconvertit comme entraîneur des avants.

## Biographie
Laurent Armand joue successivement pour l'Union sportive salloise en Fédérale 2, l'Union sportive testerine en Fédérale 1, le Stade bordelais, le CA Bègles-Bordeaux, le Montpellier HRC, le Stade bordelais à nouveau avant qu'il ne devienne l'Union Bordeaux Bègles après fusion avec le CA Bègles-Bordeaux en 2006. Il devient alors le premier capitaine de l’histoire de cette nouvelle équipe. Il possède le record d'essais inscrits par un talonneur dans un match de Top 16 avec trois essais inscrits face à Castres[réf. nécessaire]. Laurent Armand arrête sa carrière de joueur le 10 novembre 2007 à 37 ans sur une blessure lors d'un match de Pro D2 face au Racing Métro 92 : il souffre d'une rupture des ligaments croisés antérieurs du genou droit et rupture du latéral externe et du biceps fémoral.
Il devient ensuite entraîneur des avants du Rugby club bassin d'Arcachon avant de prendre en charge ceux de l'Union Bordeaux Bègles en 2010. Lors de la saison 2010-2011, il obtient le titre de meilleur staff d’entraîneurs de la Pro D2 avec Marc Delpoux et Vincent Etcheto lors de la Nuit du rugby 2011.
Le 2 janvier 2012, il est victime d'un accident vasculaire cérébral, à son domicile de La Teste. Il est opéré d’urgence au CHU de Bordeaux et plongé dans le coma artificiel durant 20 jours,,.

## Carrière d'entraîneur
| Saison      | Club                  | Division | Poste  | Classement                                | Coupe d'Europe | Challenge Européen |
| ----------- | --------------------- | -------- | ------ | ----------------------------------------- | -------------- | ------------------ |
| 2010 - 2011 | Union Bordeaux Bègles | Pro D2   | Avants | Vainqueur en finale d'accession au Top 14 | -              | -                  |
| 2011 - 2012 | Union Bordeaux Bègles | Top 14   | Avants | 8e                                        | -              | Éliminé en poule   |

## Palmarès
- Vainqueur du Bouclier européen en 2004 avec le Montpellier HRC face à Viadana (remplacé par Olivier Diomandé à la 66e).

### Distinctions personnelles
- Nuit du rugby 2011 :  Meilleur staff d'entraîneur de Pro D2 (avec Marc Delpoux et Vincent Etcheto) pour la saison 2010-2011